# Worldline
Worldline (Euronext: WLN) es una empresa especializada en servicios de pago, uno de los líderes mundiales en el mercado de terminales de pago.
El grupo se fundó en Europa Occidental, Estados Unidos, América Latina, China, Japón, Australia y África.

## Historia
La empresa fue fundada en Francia en 1974.
En febrero de 2020, la empresa ha adquirido Ingenico, que se materializó el 28 de octubre de 2020.